# Estero Peel
Estero Peel är en fjord i Chile.   Den ligger i regionen Región de Magallanes y de la Antártica Chilena, i den södra delen av landet, 2 000 km söder om huvudstaden Santiago de Chile.
I omgivningarna runt Estero Peel växer i huvudsak blandskog. Trakten runt Estero Peel är nära nog obefolkad, med mindre än två invånare per kvadratkilometer.